# Pseudolycopodiella sarcocaulon
Pseudolycopodiella sarcocaulon är en lummerväxtart som först beskrevs av Friedrich Adalbert Maximilian Kuhn och som fick sitt nu gällande namn av Josef Holub.
Pseudolycopodiella sarcocaulon ingår i släktet Pseudolycopodiella och familjen lummerväxter. Inga underarter finns listade i Catalogue of Life.